# Ponte Gardena
Ponte Gardena, (németül: Waidbruck, ladin nyelven Pruca) település Észak-Olaszországban, Bolzano autonóm megyében (Dél-Tirolban), Trentino-Dél-Tirol régióban, az Eisack (Isarco) folyó völgyében, a Grödeni-patak torkolatánál, a Grödeni-völgy nyugati bejáratában. Lakosainak száma 200 fő (2023. január 1.). Ponte Gardena Castelrotto, Laion és Barbiano községekkel határos.

## Népesség
A település népességének változása:
| Lakosok száma | 198  | 193  | 200  |
|               | 2017 | 2018 | 2023 |